# ダヴィデ・ブリーヴィオ
ダヴィデ・エルネスティーノ・ブリーヴィオ（Davide Ernestino Brivio, 1988年3月17日 - ）は、イタリア・ミラノ出身の元サッカー選手。現役時代のポジションはDF（左サイドバック）。

## 経歴

### クラブ
アタランタBCのユース出身だが、2005年夏にACFフィオレンティーナに移籍（共同保有）し、翌2006年4月にプロデビュー。2007年夏にアタランタが保有権を買い戻したが、再び共同保有でセリエBのヴィチェンツァ・カルチョへ移籍する。
2007-08シーズンはヴィチェンツァでプレーした後、翌シーズンはジェノアCFCへレンタルされたが、2009年1月にヴィチェンツァへ復帰。2010年夏にはUSレッチェへ共同保有で移籍し、チームのセリエA残留に貢献すると、レッチェが保有権を全て買い取り、翌シーズンまでプレーした。
2012年夏、ユース時代を過ごしたアタランタへ復帰。2014-15シーズンはエラス・ヴェローナFCへのローンでプレーした。
2016年8月31日、ジェノアCFCに移籍した。しかし出場機会に恵まれず、翌年8月31日にはセリエBのヴィルトゥス・エンテッラへシーズンローンで加入した。
2019年2月15日、FCキアッソに移籍した。
2019年夏、ACキエーヴォ・ヴェローナに移籍した。
2020年1月31日、SSDウニオーネ・トリエスティーナ2012に移籍した。

### 代表
各年代でイタリア代表に選出され、2005年にはペルーで開催されたFIFA U-17世界選手権に出場している。